# Monothecium aristatum
Monothecium aristatum är en akantusväxtart som beskrevs av T. Anders.. Monothecium aristatum ingår i släktet Monothecium och familjen akantusväxter. Inga underarter finns listade i Catalogue of Life.